# Mihrigul Tursun
Mihrigul Tursun ou Mehrigul Tursun (em uigur:  مېھرىگۈل تۇرسۇن; nascida em 28 de dezembro de 1989), é uma ex-detenta uigure de Xinjiang, China. Depois de emigrar para os Estados Unidos em 2018, Tursun disse que foi detida várias vezes sob custódia das autoridades chinesas, inclusive sendo presa em um de uma rede de "campos de reeducação" política para uigures, sujeita a tortura, e que um de seus filhos morreu enquanto ela estava sob custódia das autoridades chinesas em 2015. Sua história foi amplamente divulgada na mídia internacional.  Em 2019, Hua Chunying, do Ministério das Relações Exteriores da República Popular da China, negou as alegações de Tursun e deu o relato dos eventos segundo o próprio Ministério. 

## Na China
Mihrigul Tursun nasceu na China em 28 de dezembro de 1989. Sua família mora no condado de Qiemo, Prefeitura Autônoma Mongol de Bayingolin, em Xinjiang (Sinquião). Em maio de 2015, depois de voltar do Egito, onde estudava e onde se casou e teve trigêmeos,  ela foi detida pelas autoridades chinesas, presa por várias semanas nos campos de re-educação do distrito de Xinjiang, e durante esse tempo, de acordo com seu testemunho, um de seus filhos morreu em um hospital em circunstâncias misteriosas.  De acordo com Tursun, ela foi presa porque viveu por um tempo no Egito, e isso foi o suficiente para atrair a atenção das autoridades devido a uma ameaça percebida de radicalização religiosa (ela foi presa no aeroporto imediatamente após sua chegada).  De acordo com as autoridades chinesas, ela foi presa por suspeita de incitar o ódio étnico e a discriminação.  Ela foi detida novamente em abril de 2017 e janeiro de 2018. 
No início de 2018, ela recebeu permissão para levar seus filhos ao Egito, onde nasceram e cuja cidadania também possuem. Em setembro de 2018, ela emigrou para os Estados Unidos com seus filhos. 

## Nos Estados Unidos

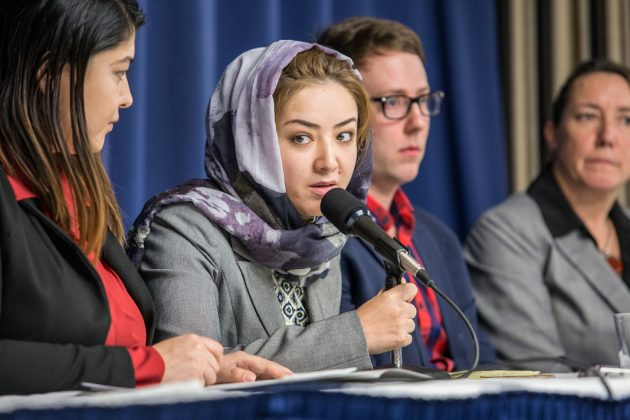
Mihrigul Tursun testemunha no National Press Club em Washington.

Em 26 de novembro de 2018, Mihrigul Tursun prestou depoimento no National Press Club em Washington, D. C. Lá ela testemunhou que os detidos nesses campos são espancados, eletrocutados, revistados e que passam fome. Ela disse: "Minhas mãos sangravam de seus espancamentos, cada vez que eu era eletrocutada, meu corpo inteiro tremia violentamente e eu podia sentir a dor em minhas veias, pensei que preferia morrer a passar por essa tortura e implorei que me matassem."     
Em 28 de novembro de 2018, Mihrigul Tursun, falando por meio de um tradutor, testemunhou perante a Comissão Executiva do Congresso sobre a China sobre sua experiência de três internações. Ela disse: "Havia cerca de 60 pessoas mantidas em uma área de 40m2 de modo que à noite 10 a 15 mulheres se levantavam enquanto o resto de nós dormia de lado para que pudéssemos caber, e então revezávamos a cada 2 horas. Havia pessoas que não tomavam banho há mais de um ano."     
Em uma entrevista, Tursun afirmou que não vê seu marido desde 2015, e ela soube que após seu retorno à China em 2016 ele foi preso e condenado a 16 anos de prisão. 
Enquanto nos EUA, ela também soube que foi esterilizada à força, presumivelmente durante tratamentos obrigatórios enquanto estava sob custódia na China. 
Em 2019 What Has Happened to Me – A Testimony of a Uyghur Woman, uma história em quadrinhos japonesa que conta a sua história, ilustrada pelo artista Tomomi Shimizu, se tornou um sucesso viral na Internet.    

### Reação da China
Respondendo a uma reportagem da CNN,  em 2019, o porta-voz do Ministério das Relações Exteriores da China, Hua Chunying, negou as alegações de Tursun e deu seu próprio relato dos eventos. De acordo com Hua, Tursun foi detida pela polícia do condado de Qiemo por 20 dias, de 21 de abril a 20 de maio de 2017, por suspeita de incitar o ódio étnico e a discriminação, mas ela nunca foi presa ou colocada em um centro de "treinamento vocacional" (o termo do governo para os campos de internamento).   Hua disse que, além desses 20 dias, ela estava totalmente livre durante sua estadia na China e viajou extensivamente para o exterior. Hua também afirmou que, enquanto detida, foi diagnosticada com uma doença infecciosa não especificada, rejeitou a alegação de Tursun de que um de seus filhos morreu no Hospital Infantil de Ürümqi e afirmou que seu marido, um egípcio, deixou o país com ela e seus filhos, retornando para o Egito em abril de 2018. 